# 乐居站
乐居站是位于贵州省威宁彝族回族苗族自治县乐居村的一个铁路车站，邮政编码553104。车站建于1965年，有贵昆铁路经过该站，曾办理客货运业务，车站及其上下行区间均已电气化。车站距离贵阳站280公里，隶属成都铁路局，是四等站。
2012年12月6日，沪昆铁路六盘水-沾益间复线开通，乐居站与罗盘地站、树舍站、扒挪块站、荷马岭站、背开柱站、木戛站、田坝站、邓家村站、徐屯站、且午站一同停用，其中背开柱、扒挪块、且午站成建制搬迁至位于六沾复线的新站址。